# Комптон-Бёрнетт, Айви
Дама Айви Комптон-Бёрнетт (англ. Ivy Compton-Burnett; 5 июня 1884[…], Пиннер, Мидлсекс — 27 августа 1969[…], Лондон) — британская писательница, в творчестве которой основной тематикой выступала борьба за власть в неблагополучных эдвардианских семьях высшего среднего класса. Произведения написаны в индивидуальной манере и наполнены диалогами. В 1955 году за роман «Mother and Son» она была удостоена мемориальной премии Джеймса Тейта Блэка.

## Происхождение
Айви Комптон-Бёрнетт родилась 5 июня 1884 года в Пиннере, Мидлсекс. Она была седьмым ребенком из двенадцати в семье врача-гомеопата и известного медицинского автора, доктора Джеймса Комптон-Бёрнетта и его второй супруги, Кэтрин, дочери инженера-строителя, геодезиста и архитектора Роуленда Риса, который по совместительству был также мэром Дувра. Большинство лучших домов, построенных в Дувре в период с 1850 по 1860 год принадлежали Рису. Учитывая сюжеты романов Айви, бытовало мнение, что ее семья землевладельцы. В своем обзоре последнего тома биографии Хилари Сперлинг Дж. И. М. Стюарт написал: «Она не сделала ничего, чтобы опровергнуть это убеждение. Когда поклонник ее творчества и близкий друг Роберт Лидделл провел унизительный обыск в Берке и Крокфорде в поисках информации о Комптон-Бёрнеттах, живых или умерших, он был поражен, не обнаружив вообще ничего. На самом деле несколько поколений назад Комптоны и Бёрнетты были сельскими рабочими. Миссис Сперлинг считала, что Айви было около тридцати, прежде чем она увидела изнутри английский загородный дом». Сперлинг полагала, «… в более позднем возрасте друзья Айви полагали, что она происходила, как и семьи в ее книгах, из длинной череды деревенских помещиков». Фактически, «… до наступления 14-летнего возраста Айви переезжала со своей семьей четыре раза. Ее семья жила то в жилых массивах, то в новеньких пригородных застройках. Сама Айви практически ничего не слышала о своем родстве с Комптон-Бёрнеттами».

### «Йомены»
На самом деле семья Комптон-Бёрнеттов произошла от мелких фермеров, которые арендовали ферму Гавелакр, которая располагалась недалеко от Уинчестера, Гэмпшир. Несмотря на отсутствие собственной земли, они называли себя йоменами. Со времен деда Айви, Чарльза, они притворялись потомками младшей ветви землевладельческой шотландской семьи Бёрнеттов. Они представляли себя родственниками Александра Бернетта, 12-го лэрда Лейса, его сына, судьи Роберта Бернета, лорда Краймонда, и его внука Гилберта, епископа Солсберийского с 1689 по 1715 год. Это утверждение было безоговорочно принято потомками Чарльза и быстро превратилось в семейную легенду.
Отец Джеймса Комптон-Бёрнетта, Чарльз, был странствующим сельским рабочим в Редлинче, недалеко от Солсбери. Там родился его сын, который позже поселился на Френч-стрит в бедном районе Саутгемптона и занялся бизнесом — выращивал кукурузу и торговал углем. Позднее он переехал в Миллбрук, неподалеку от Саутгемптона, где работал молочником. До выхода расследования Сперлинг утверждалось, что он был «крупным землевладельцем» в Редлинче, но на самом деле Комптон-Бёрнетты были рабочими и бакалейщиками. Но несмотря на их рассказы о статусе йоменов на протяжении нескольких поколений, семья Комптон-Бёрнеттов никогда не владела землей. Фамилия «Комптон» в семейном древе Айви появилась в 1803 году, когда дед Джеймса Комптон-Бернетта, Ричард Бернетт, женился на Кэтрин Марии Комптон из Гэмпшира, как говорили из-за ее огромного состояния. На самом же деле она была дочерью кузнеца, который одолжил своему зятю 300 фунтов стерлингов. Младший брат Ричарда Уильям позднее женился на сестре Кэтрин, Анне. Дети рожденные в обоих браках носили фамилию «Комптон». Двоюродной сестрой Айви Комптон-Бёрнетт была Марджери Блэки, врач-гомеопат.
Детство Айви прошло в Хове и Лондоне. До 14 лет она вместе с двумя братьями была на домашнем обучении. С 1898 по 1901 год она училась в колледже Аддискомб в Хове, затем с 1901 по 1902 год в течение 2-х семестров она проходила обучение в колледже Говарда в Бедфорде. Затем она получила классическое высшее образование в Королевском колледже Холлоуэй при Лондонском университете. После окончания школы, она обучала своих четырех младших сестер на дому.

### Интернат
При первой возможности мать Айви отправила всех своих приемных детей в школу-интернат. По словам ученого Патрика Лайонса, "овдовев мать Комптон-Бернетт дала ей ранний образец линии возмутительных домашних хулиганов, которые появляются в ее романах, предвосхищая убитую горем и чрезмерно требовательную Софию Стейс в «Brothers and Sisters» (1929) и более рассудительную Харриет Хаслем в «Men and Wives» (1931). В 1915 году сестры восстали против жизни в семье и переехали в Лондон, где жили в квартире с с пианисткой Майрой Хесс. После смерти матери Айви успешно управляла семейным имуществом, состоящим из имений родителей, которые сдавались в аренду.
В аннотации к ее ранним романам, выпущенным британским изданием «Penguin Books», был небольшой параграф, написанный самой Айви Комптон-Бёрнетт,: «У меня была такая спокойная жизнь, что и рассказать нечего. В детстве я училась у своих братьев в сельской местности, а позже поступила в колледж Холлоуэй и получила степень по классической литературе. Я жила со своей семьей, когда была совсем маленькой. Но большую часть своей жизни прожила в собственной квартире в Лондоне. У меня много друзей, не все из них пишущие люди. Больше мне действительно нечего сказать». Но особого упоминания не получили следующие факты: ее любимый брат Гай умер от пневмонии, другой, Ноэль, был убит в битве на Сомме, а две ее младшие сестры, Стефани Примроуз и Кэтрин покончили жизнь самоубийством, приняв барбитал в запертой спальне на Рождество 1917 года. Ни у одного из двенадцати братьев и сестер не было детей, а все восемь девочек остались незамужними.

## Компаньон
Комптон-Бёрнетт провела большую часть своей жизни в качестве компаньона Маргарет Журден (1876—1951), ведущего специалиста и писателя по декоративному искусству и истории мебели. Вместе они жили в квартире Айви в Кенсингтоне. В течение первых десяти лет Комптон-Бёрнетт, ненавязчиво оставалась на заднем плане, всегда строго одетая в черное. Когда в 1925 году в свет вышел роман «Pastors and Masters», Журден заявила, что даже не догадывалась о том, что ее подруга была занята написанием этого произведения.

## Награды
В 1955 году за роман «Mother and Son» Комптон-Бёрнетт была удостоена мемориальной премии Джеймса Тейта Блэка. В 1967 году за заслуги в области литературы она была назначена дамой-командором ордена Британской империи.

## Смерть
Айви Комптон-Бёрнетт не была религиозной; она была "яростной викторианской атеисткой". Комптон-Бёрнетт умерла в своем доме в Кенсингтоне 27 августа 1969 года и была кремирована в крематории Путни-Вейл.

## Творчество
Помимо написанного в 1911 году романа "Dolores", который она позже отвергла как раннюю работу, «написанную девочкой», в художественной литературе Комптон-Бёрнетт рассматривается, как автор, описывающий бытовые ситуации в больших семьях, которые во всех смыслах неизменно кажутся эдвардианскими. Она повествует о человеческих слабостях, которые пронизывает ее работы. Зачастую в центре сюжета семьи, преимущественно неблагополучные, в которых происходит борьба между детьми и родителями или же соперничество между братьями и сестрами. Так она видит борьбу за власть.
Начиная с романа «Pastors and Masters», опубликованного в 1925 году, Комптон-Бёрнетт начинает развивать свой индивидуальный стиль. Ее художественные произведения в значительной степени опираются на формальный диалог в отличие от часто мелодраматических сюжетов. Они требуют постоянного внимания со стороны читателя: в ее произведениях часто важная информация упоминается в пол предложения, а пунктуацию она использует очень поверхностно. В результате создается сознательно клаустрофобный вымышленный мир, в котором доминируют психологические исследования мелкомасштабного злоупотребления властью и преследований.
Интерес к романам Комптон-Бёрнетт возродился в 2000-х годах в Соединенных Штатах и Великобритании. Также несколько романов были переведены на французский, итальянский, испанский и другие языки.

## Критика
Романы Комптон-Бёрнетт давно высоко ценятся. О романе «Pastors and Masters» британский журнал «New Statesman» писал: «Это удивительно. Это не похоже ни на что другое в мире. Это гениальная работа». В своем сборнике эссе «L'Ère du soupçon» (Эпоха подозрений, 1956), раннем манифесте французского нового романа, Натали Саррот называет Комптон-Бёрнетт «одной из величайших романисток, когда-либо существовавших в Англии».
Элизабет Боуэн о романе «Parents and Children» в военные голы сказала: «Прочитать в эти дни страницу с диалогами Комптон-Бёрнетт — значит подумать о звуке подметаемого стекла в одно из этих лондонских утр после блица». Спустя более 30 лет Патрик Лайонс написал: «Это остроумные и часто требовательные романы, населенные настороженными скептиками, которые посвящены эпиграмматическим разговорам и чрезвычайно точному анализу разговоров».